# Peio Iavorov
Peio Iavorov, în bulgară: Пейо Яворов, (n. 1 ianuarie 1878 - d. 17 octombrie 1914) a fost un poet bulgar.
Prin evocarea luptei haiducilor și a vieții oamenilor simpli, a scris o poezie de protest social.
De asemenea, a scris o poezie simbolistă, a stărilor de suflet, de tonalitate melancolică.
A mai scris și drame sociale.

### Educație și carieră
Urmează studii la Plovdiv și Sofia. Este trimis în Franța, la Nancy, la Paris, Viena și Geneva. Talentul său excepțional este descoperit de Slaveikov, care îl asociază grupării revistei „Misăl” (Gândul), cea mai prestigioasă publicație a vremii. Primul volum, Versuri, apare în 1901, urmat de Insomnii (1907).
Din 1908, participă la Războiul Balcanic ca voluntar în miliția macedoneană Edirne, conducând un detașament de gherilă. Ecourile acestei perioade se regăsesc în ciclurile dedicate lui Goțe Delcev (1904), Cântece de haiduc (1902-1903) și Amintiri din Macedonia (1909). Urmând tendința folclorică prin teme cu tradiție în lirica bulgară, poetul imprimă o notă de modernitate prin corespondentul ritmic al stărilor emoționale. 
Existența sa este dominată de tragismul condiției creatorului, care-și vede spulberate idealurile unei tinereți înflăcărate, apropiată de mișcarea de eliberare macedoneană. Se sinucide în 1914.
Moștenirea sa literară a fost reunită în șapte volume (2010-2013). A fost tradus în zeci de limbi, republicat de diferite edituri.